# Plumana piperatella
Plumana piperatella är en fjärilsart som beskrevs av August Busck 1911. Plumana piperatella ingår i släktet Plumana och familjen säckspinnare. Inga underarter finns listade i Catalogue of Life.